# مطر الذكريات
مطر الذكريات (باليابانية: おもひでぽろぽろ) فيلم رسوم متحركة ياباني (أنمي) أنتج عام 1991 من سيناريو وإخراج إيزاو تاكاهاتا معتمداً على مانغا بنفس العنوان لهوتارو أوكاموتو ويوكو تون، ومن إنتاج توشيو سوزوكي فيما قام استوديو غيبلي بتنفيذ الرسوم. تدور قصة الفيلم حول موظفة، اسمها تايكو، تستمتع بقضاء إجازاتها في الريف، لتنفس عن توقها لأيام الطفولة. القصة الأصلية في المانغا هي شبه-سيرة ذاتية لسنوات المؤلف في المدرسة الابتدائية. وفي الفيلم، يقدم تاكاهاتا الشابة تايكو خريجة جامعية وموظفة تواجه ضغطا اجتماعيا كي تتزوج.
هذا الفيلم من فئة الدراما الرومانسية، قدمه إيزاو تاكاهاتا بعد ثلاث سنوات من تقديمه الفيلم الدرامي قبر اليراعات، وقد عرض الفيلم في 20 تموز/يوليو 1991. واكتسب الفيلم أهمية لتطرقه لدراما واقعية لم تكن تنفذ في أفلام الرسوم المتحركة، ورغم اتجاه الفيلم نحو جمهور الراشدين والنساء تحديداً فقد حقق إيرادات عالية.
يقدم استوديو غيبلي أفلاماً خيالية وعوالم افتراضية، في المقابل فإن «مطر الذكريات» هو دراما معاصرة. وعلى هذا قد يبدو غريبا تقديم القصة رسومياً، بسبب عامل الوقت وارتفاع تكلفة فيلم كان بالإمكان تقديمه بممثلين حقيقيين، وإنما لتوفر التحكم الكامل بالشخصيات لمنفذيها ولأن الفيلم يقع في إطارين زمنيين: بداية الثمانينات حيث كانت اليابان في قمة قدرتها الاقتصادية وسنة 1966 حين كان التحضر ينمو باطراد. وتنفيذ هاتين المرحلتين سيكون مكلفاً في فيلم كهذا وبالطريقة التي دمج فيها الماضي مع الحاضر مما كان سيؤدي لصعوبات لوجستية.

## العنوان
عنوان الفيلم الأصلي، باليابانية おもひでぽろぽろ، وتنطق «أوموايدي بورو بورو»، والكلمة الأولى هي おもひで تهجئة قديمة لكلمة 思い出 وتعني باليابانية ذكريات. وبقية العنوان هو ぽろぽろ وهو تعبير في اللغة اليابانية عن التتابع أو التلاحق.
على الرغم من أن الترجمة الإنجليزية للعنوان هي "Only Yesterday"، فإن النص الأصلي يعني «ذرف دموع الذكريات»، والعنوان الياباني "Omoide Poro Poro" مليء بالمشاعر العاطفية للذكريات المكبوتة.
الجدول التالي يبين أشهر الترجمات المستخدمة حول العالم:
| اللغة        | العنوان                    |
| ------------ | -------------------------- |
| لغة يابانية  | おもひでぽろぽろ           |
| لغة إنجليزية | Only Yesterday             |
| لغة إنجليزية | Memories of Teardrops      |
| لغة ألمانية  | Tränen der Erinnerung      |
| لغة فرنسية   | Souvenirs, goutte à goutte |
| لغة أسبانية  | Records de l'ahir          |
| لغة عربية    | مطر الذكريات               |

## القصة

تايكو تقطف العصفر من فيلم مطر الذكريات

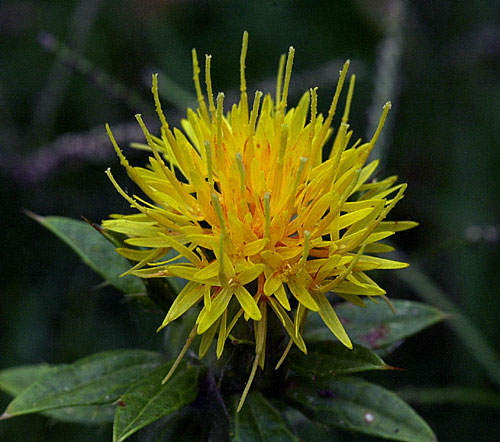
العصفر «زهرة القرطم» أيقونة مهمة في فيلم مطر الذكريات

في عام 1982، تايكو شابة في السابعة والعشرين، غير متزوجة، عاشت حياتها في طوكيو، وتعمل الآن في إحدى الشركات. قررت أن تذهب في رحلة أخرى لزيارة عائلة زوج أختها في الريف لتساعد في حصاد زهرة القرطم وتبتعد عن حياة المدينة. وبينما كانت مسافرة على متن القطار المتجه إلى ياماغاتا، بدأت تستعيد الذكريات عن نفسها عندما كانت طالبة في 1966، ورغبتها الملحة في أن تسافر خلال العطلة مثل زملائها في المدرسة، الذين كان كلهم لديه أقارب خارج المدينة الكبيرة. والآن من حسن حظها أن واحدة من أخواتها الأكبر سناً قد تزوجت من عائلة ريفية، وقد أصبح لديها الآن أقارب تستطيع زيارتهم.
وفي محطة الوصول، تتفاجأ بأن أحد أقاربها، توشيو، هو من سيحملها بقية الطريق. وخلال إقامتها في ياماغاتا، تجد نفسها تزداد حنينا وتوقا لذاتها الطفلة، بينما في نفس الوقت تواجه قضايا الراشدين. كشفت رحلتها عن ذكريات منسية (لم تكن كلها جيدة) مثل الإثارة الأولى للحب الطفولي، وسنوات المراهقة، وإحباطات الرياضيات والفتيان. ينتقل العزف بين الماضي والحاضر، وتسأل تايكو نفسها إن كانت صادقة مع أحلامها عندما كانت طفلة. وهي تفعل ذلك، تبدأ بملاحظة أن توشيو كان يساعدها على طول الطريق. وفي النهاية تواجه تايكو شخصيتها الحقيقية، وكيف هي نظرتها للعالم وللناس من حولها.

## الشخصيات
- تايكو أوكاجيما - موظفة تعاني ضغط اجتماعي للزواج.
- توشيو - قريب تايكو والذي يستقبلها في الريف.
- والدة تايكو
- والد تايكو
- الجدة
- هيروتا - زميل تايكو الصغيرة في المدرسة.
- نوكو - فتاة ريفية لطيفة، مبهورة بحياة المدينة.

## الموسيقى
خلال الفيلم كانت تظهر خلفيات متكررة لموسيقى فلكلورية من أوروبا الشرقية، خاصة تلك التي تعكس نمط حياة الفلاحين. الأغاني الفلكلورية تتكرر في الفيلم مثل "Frunzuliță Lemn Adus Cântec De Nuntă" (آغنية الزفاف رفرفة الأوراق الخضراء) وهي أغنية شعبية رومانية كتبها جورج زامفير، ويتكرر عرضها في مشاهد المزارع والمناظر الطبيعية. تظهر أيضا موسيقى مجرية (الرقصة المجرية رقم 5) ليوهانس برامس في المشهد التي كانت تتناول فيه تايكو غداءها، وهي تستشهد بموسيقيين مجريين حين كانت تتحدث لتوشيو في السيارة.
أغنية فلكلورية أخرى من بلغاريا استعرضت في الموسيقى التصويرية للفيلم. هي (ديلمانو ديلبيرو) وهي أنشودة شعبية للفلاحين البلغار تتحدث عن المحاصيل.

## المانغا
المانغا التي اعتمد عليها الفيلم هي من تأليف هوتارو أوكاموتو ويوكو تونيه، وقد نشرت سنة 1991 في ثلاثة أجزاء. تحكي مغامرات طالبة المدرسة تايكو في الستينات اليابانية. بينما أراد المخرج تاكاهاتا أن يوسع من إطار الفيلم ولذلك أضاف شخصية تايكو الثمانينيات أيضا. معرفة ذلك، تجعل الفيلم مفهوماً أكثر، ففي البداية لا يبدو واضحاً كيف أن تجارب تايكو الصغيرة لها تأثير على القرارات التي تتخذها تايكو الكبيرة.
طفولة تايكو ومرحلة الستينات مأخوذة من المانغا، وأضاف لها المخرج تاكاهاتا السرد الروائي ورحلتها إلى الريف.

## الاستقبال
- حقق فيلم مطر الذكريات أعلى الإيرادات في اليابان سنة 1991، محقق ايراد بلغ 1.87 مليار ين ياباني.[13]
- ألمانيا - صدر الفيلم في يونيو، 2006 تحت عنوان "Tränen der Erinnerung" (دموع الذكريات)
- أستراليا - صدر الفيلم في أكتوبر 2006 (مادمان إنترتينمنت)
- الولايات المتحدة - يظل هذا الفيلم، الوحيد من بين أفلام جيبلي السينمائية الذي لم يصدر حتى الآن في الولايات المتحدة أو كندا، رغم عرضه مترجماً في أحد المحطات سنة 2006، حقوق التوزيع في الولايات المتحدة مقتصرة على والت ديزني.

## روابط خارجية
- مطر الذكريات على موقع IMDb (الإنجليزية)
- مطر الذكريات على موقع ميتاكريتيك (الإنجليزية)
- مطر الذكريات على موقع روتن توميتوز (الإنجليزية)
- مطر الذكريات على موقع نتفليكس (الإنجليزية)
- مطر الذكريات على موقع ألو سيني (الفرنسية)
- مطر الذكريات على موقع Turner Classic Movies (الإنجليزية)
- مطر الذكريات على موقع أول موفي (الإنجليزية)
- مطر الذكريات على موقع فيلمافينيتي (الإسبانية)
- مطر الذكريات على موقع قاعدة بيانات الفيلم (الإنجليزية)
- مطر الذكريات على موقع ليتربوكسد (الإنجليزية)